# Eberhardt Georg Otto Bock von Wülfingen
Freiherr Eberhardt Georg Otto Bock von Wülfingen, kurz genannt Georg von Bock (* 10. Juni 1754 in Lüneburg; † 21. Januar 1814 vor der Küste von Pleubian, Frankreich), war ein deutscher General im Dienst der britischen Krone.
Georg von Bock wurde in Lüneburg am 10. Juni 1754 als Sohn des späteren kurhannoverschen Generalleutnants der Infanterie Ernst Wilhelm von Bock (1707–1790) und dessen Ehefrau Charlotte von Geyso (1714–1777) geboren. Sein Großvater war Georg Wilhelm von Bock, kurhannoverscher Major.
Georg gehörte der Elzerer Stammlinie des uralten und weitverzweigten Adelsgeschlechtes Bock von Wülfingen an, welches mit Hermannus de Wulvingen im Jahr 1175 erstmals urkundlich auf Burg Poppenburg bei Hildesheim erwähnt wird. Die sichere Stammreihe beginnt um 1230 mit Arnold von Wülfinghausen (auch Wülfingen, Bock). Sie war bis 1387 auf Burg Poppenburg ansässig und nannte sich daher auch „Bock von Poppenburg“. Abwechselnd war der Älteste, der Linien Bockerode, Gronau und Elze seit 1371 Erblicher Drost und seit 1400 Erbkämmerer des Hochstifts der Fürstbischöfe von Hildesheim, Amt, mit dem sie 1371 von Bischof Gerhard beliehen wurden.
Das Geschlecht, von dem Georg von Bock abstammte, nannte sich nach dem Dorf Wülfingen nördlich der Stadt Elze zunächst von Wülfingen und seit 1241 zum Teil Bock von Wülfingen. Im 19. Jahrhundert besaß diese Linie derer von Bock die Güter Bockerode (nördlich Eldagsen), Sindorf (südwestlich Walserode), einen Hof in Elze (Leine) und drei Höfe in Gronau.

## Militärische Laufbahn
Georg von Bock schlug eine militärische Laufbahn ein und trat 1769 in hannoversche Dienste. Fünf Jahre später, nach dem Kauf seines Leutnantspatents, wurde er in das Leibgarde-Regiment – Garde du Corps – in Hannover versetzt. Dreißig Jahre nach seiner Bewerbung zum Offizier übernahm er selbst als Oberstleutnant die Führung dieses Regiments.
| Militärische Laufbahn                                                                                              |
| 1769 Fähnrich im kurhannoverschen Infanterie-Regiment von Ahlefeld                                                 |
| 1774, am 29. Juli, Leutnantspatent, Versetzung in die Kavallerie-Leibgarde                                         |
| 1783 Rittmeister (Hauptmann der Kavallerie)                                                                        |
| 1794 Major |
| 1799, am 24. Juli, Oberstleutnant und Regimentskommandeur der Leibgarde                                            |
| 1803, am 5. Juli, Auflösung der hannoverschen Armee (Konvention von Artlenburg)                                    |
| 1804, am 21. April, in den britischen Dienst mit dem Brevet Rank eines englischen Obersten                         |
| 1810 Brigadegeneral i. G. (im Generalstab)                                                                         |
| 1810, am 21. April (anderen Quellen nach am 25. Juli), Titulierter oder Brevet-Generalmajor und Brigade-Kommandeur |
| 1812 Permanenter Rang als Generalmajor in der britischen Armee                                                     |

Als Nachfolger seines Vaters in der Hildesheimer Ritterschaft, die ihn sofort zu einem ihrer Deputierten und Schatzräte wählte, hatte sich Georg von Bock von 1790 bis 1803 nebst seinen militärischen Dienstgeschäften in Hannover noch zivildienstlich in Hildesheim engagiert. Er genoss dort großes Ansehen, was durch die Tatsache bezeugt wird, dass sie ihn zu den Friedensverhandlungen nach Rastatt 1797 entsandten, obgleich es dienstältere und erfahrenere Amtsträger in der Ritterschaft gab. Bereits als 20-jähriger Leutnant war er mit anderen 14 Kameraden und Zivilisten unter Leitung des ersten Stuhlmeisters Ludwig Freiherr von Spörcken, Mitbegründer der Johannis-Loge „Zum schwarzen Bär“ von Hannover gewesen „damit die reine Lehre der Freimaurerei wieder in Hannover einziehen möge“. Die Loge gibt es noch heute.
Im Krisenjahr 1803 erhielt Georg von Bock die Ernennung zum Propst des lutherischen Kollegiatstifts Sankt Bonifatii in Hameln. Schon vor der Besetzung durch die napoleonischen Truppen war der Zustand der Münsterkirche von Hameln, besonders des Kreuzgewölbes, so verfallen, dass die Gottesdienste eingestellt werden mussten. Von den Franzosen wurde die 812 erbaute Kirche als Magazin und Pferdestall genutzt. Sie konnte aus mangelnder Finanzierung erst 70 Jahre später wieder restauriert und als Gotteshaus benutzt werden.
Unter dem Kommando von Feldmarschall Heinrich Wilhelm von Freytag, der das hannoversche Kontingent des deutschen Reichsheeres unter britischem Sold (Herzog von York) im Ersten Koalitionskrieg führte, nahm von Bock an dem Feldzug von 1793 in Flandern teil. In der Schlacht von Famars, im Norden Frankreichs, am 23. Mai dieses Jahres wurde Bock durch zwei Säbelhiebe am Arm und Kopf schwer verwundet.
Reichsgraf von Wallmoden-Gimborn hatte bereits als Chef des Leibgarde-Regiments die Fähigkeiten seines Offiziers Georg von Bock richtig eingeschätzt. Als Generalstabschef und Befehlshaber der kurhannoverschen Truppen sandte er ihn vom Dezember 1794 bis Mitte 1796 nach London. Anschließend setzte er den 42-jährigen Major in seinem Generalstab ein, zu dem auch Gerhard von Scharnhorst, der spätere Chef des preußischen Generalstabes, gehörte.
Im Mai und Juni 1803 war von Bock als Unterhändler von dem zum Feldmarschall und Oberbefehlshaber der kurhannoverschen Armee aufgestiegenen Wallmoden beauftragt worden, die Verhandlungen seitens Kurhannovers mit dem französischen Generalleutnant Édouard Adolphe Mortier für die Kapitulation von Sulingen zu führen. In dieser Rolle unterschrieb er den Konventionsvertrag gemeinsam mit dem Geheimen Kabinettsrat Ernst Brandes und dem Hofrichter Friedrich Franz Dietrich von Bremer im Namen des Kabinetts, das aus Kammerpräsident Graf Ludwig von Kielmansegg, Kabinettsrat Wilhelm August Rudloff, und Graf Wallmoden-Gimborn sowie dem Abt des Klosters St. Michaelis in Lüneburg, Karl von Lenthe, bestand. Zwei Tage später besetzten die napoleonischen Truppen Hannover, während sich das kurhannoversche Heer ans Nordufer der Elbe ins Herzogtum Sachsen-Lauenburg in die Internierung zurückzog.
„Am selben Tage, en welche die Konvention von Sulingen unterzeichnet wurde, allein ehe noch die speziellen Punkte dieses Dokumentes in Hannover bekannt geworden waren, begab sich der Feldmarschall Wallmoden von dieser Residenz nach Celle, um das Kommando der Armee zu übernehmen. In den Nachmittagsstunden des folgenden Tages traf der Oberstleutnant von Bock daselbst bei ihm ein, welcher ihm eine Abschrift der ersten fünf, und des siebenzehnten Artikels der Konvention überbrachte. Da diese sechs Artikel alles enthielten, was sich unmittelbar auf die Armee bezog, so war es vielleicht nicht wesentlich notwendig, dass die übrigen Artikel sogleich dem Feldmarschall mittgeteilt würden; allein ihn über die von Marschall Mortier hinzugefügte Bedingung (wegen der vorbehaltenen Genehmigung Napoleons) unwissend und zur Erfüllung des Inhalts der Konvention schreiten zu lassen, ohne ihn von einer Klausel unterrichtet zu haben, welche völlig die Gültigkeit dieses Dokumentes aufhob, war eine unverzeihliche und gänzlich unerklärbare Unterlassung von Seiten des Oberstleutnants v. Bock, eine Unterlassung, welche, wenn sie auch nicht unbedingt die Widerwärtigkeiten, von welchen die hannoversche Armee bald darauf niedergebeugt wurde, veranlasst haben sollte, doch gewiss wesentlich zu dem schnelleren Eintreten derselben beitrug. Der Feldmarschall, in der Überzeugung, dass ein vollgültiges, beide kontrahierende Parteien gleich bindendes Dokument zu Sulingen unterzeichnet worden sei, schritt sogleich dazu, die Verpflichtungen in Erfüllung zu bringen, welche dasselbe der Armee auferlegte. (...) Am 13ten ließ der Oberstleutnant von Bock, welcher um die kleinen Details der militärischen Angelegenheiten zu beaufsichtigen nach Hannover zurückgekehrt war, eine vollständige Abschrift der Sulinger Konvention an den Feldmarschall abgehen, welche demselben am 15ten zu Händen gelangte, und ihn zum ersten Mal mit der Klausel bekannt machte, unter welcher der General Mortier diesem Dokumente seine Genehmigung erteilt hatte. Am 15ten Juni benachrichtigte der französische General den Oberstleutnant von Bock, dass er an diesem Tage ein Schreiben von dem ersten Konsul erhalten habe, welches dessen Ratifikation der Konvention von Suhlingen enthalte, allein unter der Bedingung, dass auch der König von England, welchem zu diesem Zwecke bereits eine Kopie jenes Dokumentes zugesendet worden sei, die seinige nicht vorenthalten würde.“
Die Ratifizierung der Konvention von Sulingen wurde, wie von Napoleon erwartet, von Georg III. in seiner Eigenschaft als König von England abgelehnt, wodurch der Korse freie Bahn bekam, um sie auch abzulehnen und Kurhannover zu besetzen. Am 5. Juli 1803 sah sich schließlich Wallmoden genötigt, die weitergehende Konvention von Artlenburg über die Kapitulation des Kurfürstentums und die Auflösung der Hannoverschen Armee zu unterzeichnen. Zu diesem Zeitpunkt war jeder Widerstand unmöglich geworden, da die Armee zu früh aufgelöst worden war. Die Besetzung Kurhannovers führte 1803 zur Wiederaufnahme des Krieges durch Großbritannien gegen Frankreich.
Die Presse und ein Großteil der Bevölkerung waren durch diesen Akt der Demütigung gegenüber Napoleon Bonaparte bestürzt und empört. Der preußische Offizier, Professor der Geschichte und liberale Publizist Johann Wilhelm Archenholz schrieb damals über den Aufstand der Truppen gegen die Sulinger Konvention in seinem Artikel Lage und Aussichten der Hannoveraner im Junius 1803 in der von ihm herausgegebenen monatlichen Zeitschrift Minerva-Ein Journal historischen und politischen Inhalts: Einfluss kann also dieser, allerdings strafbare, Aufstand (der kurhannoverschen Truppen) auf die Abschliessung einer kapitulation nicht gehabt haben, denn am 1ten Juli (1803) war der Obristlieutenant von Bock, jetzt Propst zu Hameln, bereits bey dem general Mortier gewesen, um eine kapitulation abszuschliessen, und der selbe Marschall (Wallmoden) hatte bereits in Lauenburg, die Urlaubspässe für die Soldaten drucken lassen. Sonderbar ist es, das zwanzig Offiziere eines Regiments nicht wissen, dass ihr Regiment unruhig ist; sonderbar, dass der Feldmarschall, Chef des Regiments (auch nichts davon weiss), sonderbar, dass der Herr Probst von Bock Obristlieutenant bey demselben ist!. Dieser sein Aufsatz wurde in damaliger Zeit in ganz Deutschland nachgedruckt und verbreitet.

## Heirat und Familienleben
In Hannover hatte von Bock zwischenzeitlich Adolphine, die Tochter des herzoglich mecklenburg-strelitzschen Oberhauptmanns Wilhelm Friedrich von dem Knesebeck (1737–1778) und dessen Ehefrau Margarethe Juliane, geb. von Hattorf (1743–1809), geheiratet. Die Trauung fand am 2. Dezember 1782 statt. Acht Jahre später übernahm Georg die Rittergüter Elze – wo die Familie bis 1890 wohnte – und Bockerode als Familiensitz von seinem 1797 verstorbenen Onkel, Major August Wilhelm von Bock. Mit Adolphine von dem Knesebeck (1765–1843) hatte Georg von Bock sechs Kinder, fünf Söhne und eine Tochter.
- Wilhelm August Friedrich (* 16. Dezember 1783; † 21. Januar 1826)
- Ludwig Friedrich Burghard Detlev (* 5. Mai 1785; † 1. Juni 1838) ⚭ 1817 Anna Elisabeth Wilhelmine Luise Bock von Wülfingen (* 9. Juli 1796; † 13. Oktober 1886)
- Marie Juliane Julie Amalie Artemise Friederike (* 30. August 1789; † 1811) ⚭ N.N. Duplessis
- Ernst Otto Karl Wilhelm Ludwig (* 26. September 1790; † 21. Januar 1814), Rittmeister, ertrunken
- Adolf Friedrich Ernst Gottlieb (* 30. Dezember 1797; † 6. Januar 1844) ⚭ 1828 Charlotte Johanne Luise Sophie Marie von dem Knesebeck (* 21. November 1809; † 16. Oktober 1860)
- August Ernst Rudolf Klaus (* 1. März 1800; † 8. April 1800)
- Eduard Friedrich Ernst Emil (* 31. Oktober 1803; † 13. Juli 1850) ⚭ Freiin Isabella Grote-Schauen (* 22. September 1803; † 2. Dezember 1875)

1890 zog die Familie nach Hannover in ein großes Haus auf der Georgstraße. In Hannover spielte sich das Gesellschaftsleben ab und dort traf man sich mit den Einflussreichen, was für die militärische Karriere von Georg von Bock von hoher Relevanz war. Wie auch sein Vater hatte Georg von Bock kein großes Interesse an der Landwirtschaft. Drei Jahre nach seinem Dienstantritt in Großbritannien gab er 1807 den Betrieb Bockerode auf und verpachtete ihn. Die Verwaltung der Ländereien übernahm ein Gutsverwalter.
Ab 1806 fing Adolphine von Bock an seelisch krank zu werden und ihr Gemütsleiden wurde im Laufe der Zeit immer schlimmer. Georg, ihr Mann, war schon fast zwei Jahre in England. Seine Abwesenheit, als auch die schwierige wirtschaftliche Lage als Frau eines Feindes der Franzosen unter der napoleonischen Besatzung, mögen vielleicht auch zur Verschärfung der Umstände ihres Leidens beigetragen haben. Im November jenes Jahres, nachdem die Preußen Napoleon den Krieg erklärt hatten, Hannover besetzten und dann aber – nachdem sie bei Jena und Auerstedt eine vernichtende Niederlage gegen die Franzosen erlitten hatten – wieder abziehen mussten, kam die zweite Phase der französischen Okkupation. Für die Bürger und Einwohner der Stadt Hannover begann nun der schlimmste Abschnitt der Besatzungszeit. Die Drangsalierungen nahmen zu; die Einquartierungen häuften sich, und es musste ein spezielles Reglement dafür erlassen werden und eine Kommission eingesetzt werden, um die Lasten gerecht auf die Bürger zu verteilen und alle Unterbringungsmöglichkeiten für die französischen Truppen auszuschöpfen. Die Besatzer verlangten von der Stadt hohe Kontributionen, die auf das Volk umgelegt werden mussten. Manch einer von ihnen war bald nicht mehr in der Lage, seinen Anteil aufzubringen, verschloss sein Haus, gab den Schlüssel im Rathaus ab und verließ die Stadt, deren Einwohner bis 1809 mit 12.504 Seelen, um ein Viertel gegenüber 1796 sank.
Die Kinder Bocks, von denen der älteste Sohn Friedrich als westfälischer Capitaine bei den Garde Chevauxlegers in Spanien stand (also im Dienst Frankreichs), waren noch klein und das Vermögen verschuldet; Bocks Schwestern, die Äbtissin des Kapitels in Marienwerder, Johanne Amalie von Bock, und Friederike von Rheden geb. Bock, beschworen, am 28. und 30. Oktober 1812 (den französischen Rechtsgelehrten Joseph Jérôme) Siméon (Minister des Inneres und Justizwesen im von Napoleon für seinen jüngeren Bruder Jerome geschaffenen Königreich Westphalen), er möge den Kindern das ganze (enteignete) Vermögen unbehelligt überlassen.
Adolphine Bock von Wülfingen, geb. von dem Knesebeck verstarb einsam und zurückgezogen im Herrenhaus in Elze am 6. Februar 1843, neunundzwanzig Jahre nach dem Tod ihres Gatten, im Alter von 78 Jahren. Wegen ihrer Geisteskrankheit waren die Kontakte zu ihren vielen Freundschaften schon lange abgebrochen. Von ihren sieben Kindern hat sie nur eins überlebt, das letzte, ihr unehelicher Sohn Eduard (* 31. Oktober 1803; † 1850) dessen leiblicher Vater Adolphus Frederik Herzog von Cambridge war, und der auch nur um 7 Jahre.

## Im Dienst der britischen Krone
Nach der Auflösung der hannoverschen Armee 1803 war von Bock einer der Ersten, die sich in den Dienst der englischen Krone stellten. Sein Dienstantritt ist am 21. April 1804 vermerkt und zwar als Kommandeur des neuen 1. Schweren Dragonerregiments der Königlich Deutschen Legion. Der Oberbefehlshaber der Legion war der Duke of Cambridge.
Das 1. Dragonerregiment gemeinsam mit dem 1. Husarenregiment bildeten bis dahin die Kavalleriebrigade der Legion. Diese stand damals unter der Führung des Generalmajors von Linsingen.

### Expedition nach Hannover
1805 und 1806 unter der Führung von Generalleutnant William Schaw Cathcart, machte Oberstleutnant von Bock mit seiner Einheit, dem 1. Dragonerregiment der K.G.L., die Expedition nach Hannover mit. Nachdem damals in London die Nachricht eintraf, dass Napoleon sein Invasionslager bei Boulogne aufgegeben hatte, um durch Deutschland zu marschieren, befahl der britische Premierminister William Pitt unmittelbar die Zusammenstellung und Ausrüstung einer 15.000 Mann starken Armee, und stellte diese in das bedrohte Hannover unter dem Kommando von Cathcart, mit der Absicht, in Koordination mit einer ebenso starken verbündeten russischen Armee eine Ablenkung zugunsten Österreichs herbeizuführen. Cathcart machte aber keinen Versuch, die Flanke der weitaus größeren französischen Armee anzugreifen. Er schlug sein Hauptquartier in Bremen auf, ergriff Hannover, kämpfte ein kurzes Gefecht und wartete anschließend auf Nachrichten. Nach dem Tode Pitts und der Nachricht von der deutsch-französischen Vereinbarung über die Übertragung der Kontrolle über Hannover an Preußen, beorderte das Ministerium Cathcarts Armee aus Deutschland zurück nach England.

### Einsatz in Irland
Anfang 1806 wurde das zweite Regiment schwerer Dragoner mit 550 Mann errichtet. Die Bildung dieser Einheit unterlag der Verantwortung von Oberst von Bock. Es ersetzte in der Brigade das 1. Husarenregiment, welches aus dieser Einheit ausgegliedert wurde, um mit neuen Husareneinheiten eine leichte Kavalleriebrigade zu bilden.
Im April wurde die bisherige Kavalleriebrigade unter der Leitung von v. Bock mit dem 1. leichten und dem 1. schweren Regiment über Liverpool nach Dublin eingeschifft. Das Hauptquartier wurde in Tullamore aufgeschlagen. Währenddessen marschierte das 2. schwere Dragonerregiment nach Northampton, wo es unter den Befehl von Oberst von Veltheim komplettiert wurde. Diese Einheit wurde nach Vollendung in kleinen Abteilungen über verschiedenen unruhigen Teilen der Insel verstreut. Die polizeiliche Aufgabe war für die Offiziere beider Einheiten frustrierend, weshalb sie sich an von Bock in seiner Eigenschaft als Kommandeur der Brigade wendeten, um auf dem Kriegsschauplatz in Spanien Verwendung zu finden. Daraufhin fand er sich bereit ein Umlaufschreiben von allen Offizieren unterzeichnen zu lassen und dem Herzog von Cambridge als Oberbefehlshaber der Legion zuzusenden. In dem Schreiben datiert am 9. August 1811 formulierte er die Bitte, dass der Herzog seinem Bruder -dem Herzog von York, Oberbefehlshaber der britischen Streitkräfte- „seine Empfehlung weiterleiten möchte diese Offiziere für einen aktiven Dienst verwendet zu sehen zumal alle übrigen Truppen der Legion jetzt im Felde sind.“ Das Gesuch wurde wohlwollend aufgenommen und bereits am 25. September 1811 erhielten die schweren Dragoner den Befehl zur Mobilmachung.

### Kampagne in Spanien
Ab 1811 führte Bock in den Napoleonische Kriege auf der Iberischen Halbinsel die schwere Kavalleriebrigade der Königlich Deutschen Legion von Januar bis Juli 1812, von Oktober bis Dezember 1812, und von Juni 1813 bis Januar 1814. Zwischenzeitlich übernahm er stellvertretend den Oberbefehl der gesamten britischen Kavallerie, als Generalleutnant Stapleton Cotton, am Ende der Schlacht von Salamanca versehentlich von einem portugiesischen Wachposten angeschossen wurde und nach England zur Genesung seiner Wunden von Wellington geschickt wurde.
Am 24. Juni 1812 erhielt die schwere Dragoner-Brigade des Generals v. Bock ihre Feuertaufe bei Huerta de Santa Marta als der feind über die Tormes gegen Calvarassa de Abajo vorging. Von Bock hielt mit seinen Dragoner den feind so lange auf, bis Verstärkungen eintrafen und die Franzosen zum Rückzug nötigten. Das Kriegsglück wollte, dass Wellington selbst Augenzeuge des Verhaltens der Brigade war und dadurch gleich den günstigsten Eindruck von dieser deutschen Truppe erhielt. Er schrieb in seinem Bericht (Dispatch) an die Obrigkeit: Das Verhalten der Dragoner des Generalmajors Bock bei dieser Gelegenheit war ausgezeichnet. Sie taten alles, was in ihren Kräften stand, um den Feind zu erkunden und setzten seinem Vordringen unter ungünstigen Verhältnissen tapferen Widerstand entgegen, so Zeit für die bei dieser Gelegenheit nötigen Anordnungen schaffend.
In dem Gefecht von García Hernández am 23. Juli 1812, einen Tag nach der Schlacht von Salamanca, an der die Brigade nicht direkt teilgenommen hatte (sie stand im linken Flügel in Reserve), besiegte die Einheit Bocks eine 4000 Mann starke französische Infanterie der 1. Division, geführt von Generalmajor Maximilien Foy. Es handelte sich um die Nachhut der französischen Armee auf ihrem Rückzug nach der Schlacht von Salamanca. Von Bock war es gelungen, drei französische Carées zu brechen, mit schweren Verlusten für diese französische Arriergarde, aber auch für die eigene Kavallerietruppe. Wellington schrieb in seinem Bericht (Dispatch): “Ich habe nie einen kühneren Kavallerieangriff gesehen, als den, welchen die schwere Brigade der königlich deutschen Legion unter dem Generalmajor von Bock gegen die feindliche Infanterie ausführte. Der Erfolg derselben war vollständig; die ganze, aus drei Bataillonen der ersten Division bestehende Infanterie des Feindes wurde zu Gefangenen gemacht”. Auch General Maximilien Foy sagte später zu dieser Aktion: La Charge la plus audacieuse de la guerre d'Espagne a été fournie, ainsi que nous le verrons en son lieu, le lendemain de la bataille des Arapiles, par le Hanovrien Bock, a la tête de la brigade pesante de la légion allemande (Der kühnste Angriff des spanischen Krieges wurde, wie wir sie am Tag nach der Schlacht von Los Arapiles gesehen haben, von dem hannoveraner Bock an der Spitze der schweren Brigade der deutschen Legion vollbracht).
Bei der britischen Öffentlichkeit und vor allem bei der Regierung löste die Nachricht von der Tat der deutschen Dragoner einen solchen Eindruck aus, dass 1812 durch ein parlamentarisches Gesetz alle Offiziere der Königlich-Deutschen Legion, welche bis dahin einen temporären Status hatten, ab sofort als Stammpersonal der britischen Armee betrachtet wurden und ihr Rang, Dienstalter und Pensionierung unter ähnlichen Bedingungen und Voraussetzungen denen ihrer britischen Kameraden anerkannt wurden.
Knapp drei Monate später, am 5. Oktober 1812, wendete sich das Blatt. Wellington, der die Belagerung von Burgos mit großen Verlusten aufgeben musste, zog sich mit seinem Heer Richtung Südosten, zuerst in die Festung von Ciudad Rodrigo und anschließend nach Portugal zurück.
Bei dieser Aktion, verfolgt von einer wesentlich stärkeren Armee, hatte von Bock in Vertretung von Generalleutnant Stapleton Cotton den Befehl von Wellington erhalten, die Vorhut der Verfolger aufzuhalten, um einen Tagesmarsch Vorsprung für das Hauptheer zu gewinnen. Bei dieser Gelegenheit wurden die leichte Kavalleriebrigade Anson und die schwere Kavalleriebrigade von v. Bock (Gesamtstärke 1.300 Säbel) von einer über dreimal so starken französischen Reiterei (4.511 Säbel) aufgerieben und konnte sich nur durch den Schutzschild, welchen die beiden in Carées formierten Infanteriebataillone der Königlich Deutschen Legión bildeten, einer vollkommenen Vernichtung entziehen. Diese Aktion der deutschen Infanteristen unter Leitung von Oberst Colin Halkett wurde später von Wellington gewürdigt.
In der Schlacht von Vitoria am 21. Juni 1813 schlug die britische, portugiesische und spanische Armee unter General Wellington die französische Armee unter Joseph Bonaparte und Marschall Jean-Baptiste Jourdan in der Nähe der Stadt Vitoria, was schließlich zum Sieg im Spanischen Krieg führte. Die Kavalleriebrigaden Ansons und v. Bocks waren als Teil der linken Armee unter der Führung des GenLt Sir Thomas Graham eingesetzt, dem die wichtigste Aufgabe erteilt war, nämlich das Abschneiden der Franzosen von der großen Straße nach Frankreich. Dazu musste er unbemerkt erst nach Norden über die Berge marschieren und dann seine beiden Infanteriedivisionen und beide Kavalleriebrigaden nach Süden einschwenken, um dem Feind in seine rechte Flanke zu fallen. Graham tat genau das, was Wellington von ihm verlangt hatte, wenn auch der Druck, den er auf dem Feind ausüben sollte, nicht gereicht hat.

## Tod
Nach Einstellung der Feindseligkeiten im Dezember 1813 erhielt von Bock Urlaub, um sich nach Deutschland zu begeben. Auch sein 23-jähriger Sohn Ludwig, Rittmeister und Aide-de-camp (Adjutant) im 2. Husarenregiment der K.G.L., reiste mit zurück.
Vater und Sohn schifften sich im Hafen von Pasaia auf dem Transportschiff „Bellona“ nach Portsmouth ein. Am 21. Januar 1814 geriet die Brigg im Ärmelkanal in einen Sturm, der das Schiff gegen die Felsen unweit der Küste von Pleubian, Bretagne, trieb und dort ohne Überlebende versank. Die Leiche des Generalmajors wurde, neben anderen, ein paar Tage später an den Strand von Pleubian gespült, dort aufgefunden und in dieser Ortschaft beerdigt.

## Auszeichnungen
Georg von Bock war Träger der britischen Goldenen Medaille (B.G.M.1.)